# Omicron elephas
Omicron elephas är en stekelart som beskrevs av Giordani Soika 1978. Omicron elephas ingår i släktet Omicron och familjen Eumenidae. Inga underarter finns listade i Catalogue of Life.